# Merris
Merris [mɛʁis] est une commune française située dans le département du Nord, en région Hauts-de-France.

## Géographie

### Situation
Longée par les routes départementales 642 et 947. Traversée par le cd67.
Est traversée par la Meteren Becque qui va se jeter dans la Lys.

### Communes limitrophes
|           | Méteren       |          |
| Strazeele | Merris        |          |
|           | Vieux-Berquin | Bailleul |

### Hydrographie

#### Réseau hydrographique
La commune est située dans le bassin Artois-Picardie. Elle est drainée par la Meteren Becque, la Breyne Becque, la dom Becque, la Rue du Paradis et un autre petit cours d'eau,.
La Meteren Becque, d'une longueur de 19 km, prend sa source dans la commune de Méteren et se jette  dans la Lys à Estaires, après avoir traversé sept communes. 

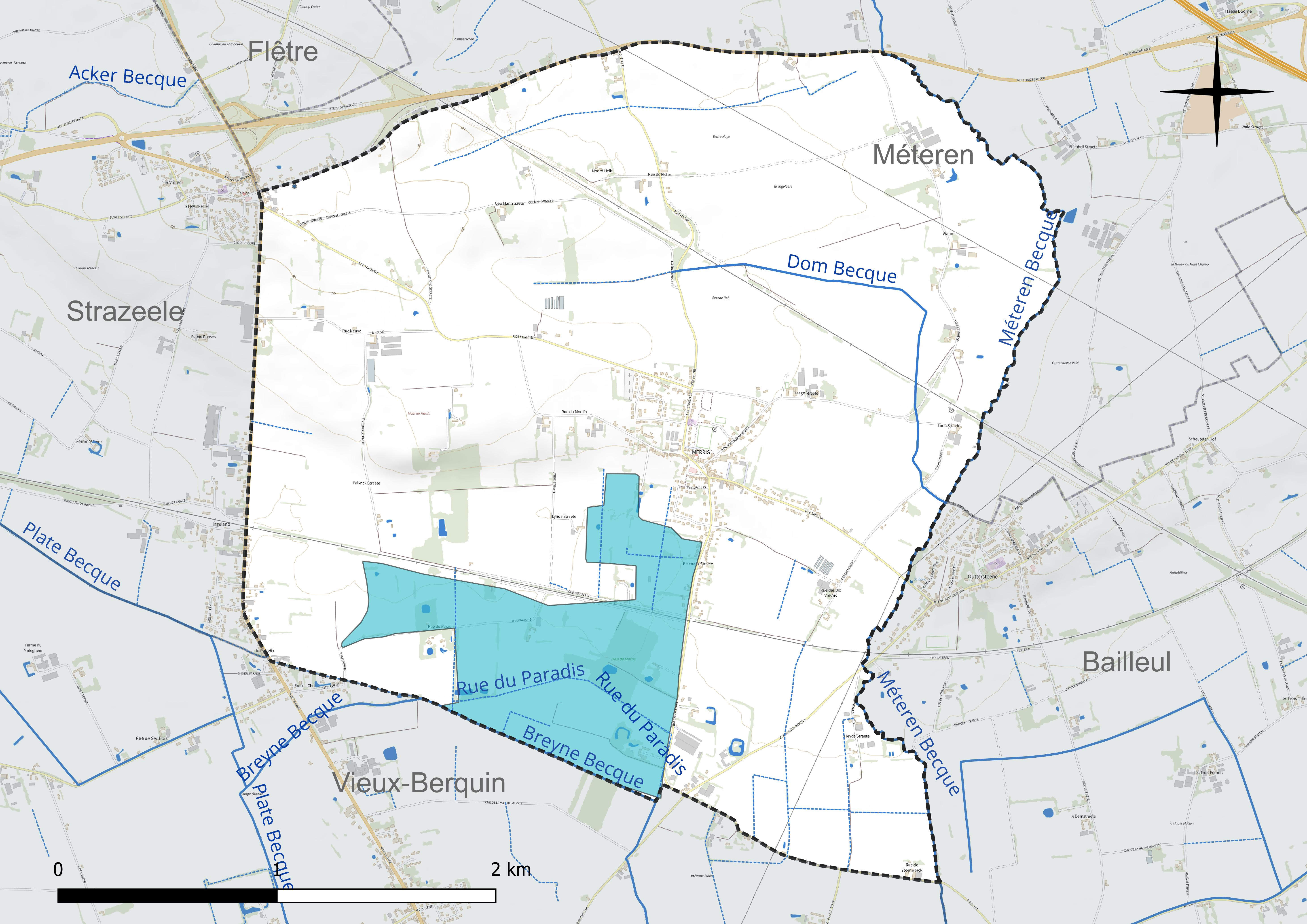
Réseau hydrographique de Merris.

#### Gestion et qualité des eaux
Le territoire communal est couvert par le schéma d'aménagement et de gestion des eaux (SAGE) « Lys ». Ce document de planification concerne un territoire de 1 835 km2 de superficie, délimité par le bassin versant de la Lys. Le périmètre a été arrêté le 29 mai 1995 et le SAGE proprement dit a été approuvé le 6 août 2010, puis révisé le 20 septembre 2019. La structure porteuse de l'élaboration et de la mise en œuvre est le syndicat mixte pour l'élaboration du SAGE de la Lys (SYMSAGEL). 
La qualité des cours d'eau peut être consultée sur un site dédié géré par les agences de l'eau et l'Agence française pour la biodiversité. 

### Climat
Pour des articles plus généraux, voir Climat des Hauts-de-France et Climat du Nord.
En 2010, le climat de la commune est de type climat océanique dégradé des plaines du Centre et du Nord, selon une étude du CNRS s'appuyant sur une série de données couvrant la période 1971-2000. En 2020, Météo-France publie une typologie des climats de la France métropolitaine dans laquelle la commune est exposée à un climat océanique et est dans la région climatique  Côtes de la Manche orientale, caractérisée par un faible ensoleillement (1 550 h/an) ; forte humidité de l'air (plus de 20 h/jour avec humidité relative > 80 % en hiver), vents forts fréquents. 
Pour la période 1971-2000, la température annuelle moyenne est de 10,5 °C, avec une amplitude thermique annuelle de 14,1 °C. Le cumul annuel moyen de précipitations est de 708 mm, avec 12,2 jours de précipitations en janvier et 8,6 jours en juillet. Pour la période 1991-2020, la température moyenne annuelle observée sur la station météorologique la plus proche, située sur la commune de Steenvoorde à 12 km à vol d'oiseau, est de 11,2 °C et le cumul annuel moyen de précipitations est de 727,8 mm,. Pour l'avenir, les paramètres climatiques de la commune estimés pour 2050 selon différents scénarios d'émission de gaz à effet de serre sont consultables sur un site dédié publié par Météo-France en novembre 2022.

## Urbanisme

### Typologie
Au 1er janvier 2024, Merris est catégorisée bourg rural, selon la nouvelle grille communale de densité à sept niveaux définie par l'Insee en 2022.
Elle est située hors unité urbaine. Par ailleurs la commune fait partie de l'aire d'attraction de Lille (partie française), dont elle est une commune de la couronne,. Cette aire, qui regroupe 201 communes, est catégorisée dans les aires de 700 000 habitants ou plus (hors Paris),.

### Occupation des sols
L'occupation des sols de la commune, telle qu'elle ressort de la base de données européenne d'occupation biophysique des sols Corine Land Cover (CLC), est marquée par l'importance des territoires agricoles (96,3 % en 2018), une proportion identique à celle de 1990 (96,3 %). La répartition détaillée en 2018 est la suivante : 
terres arables (85,8 %), zones agricoles hétérogènes (5,3 %), prairies (5,2 %), zones urbanisées (3,7 %). L'évolution de l'occupation des sols de la commune et de ses infrastructures peut être observée sur les différentes représentations cartographiques du territoire : la carte de Cassini (XVIIIe siècle), la carte d'état-major (1820-1866) et les cartes ou photos aériennes de l'IGN pour la période actuelle (1950 à aujourd'hui).

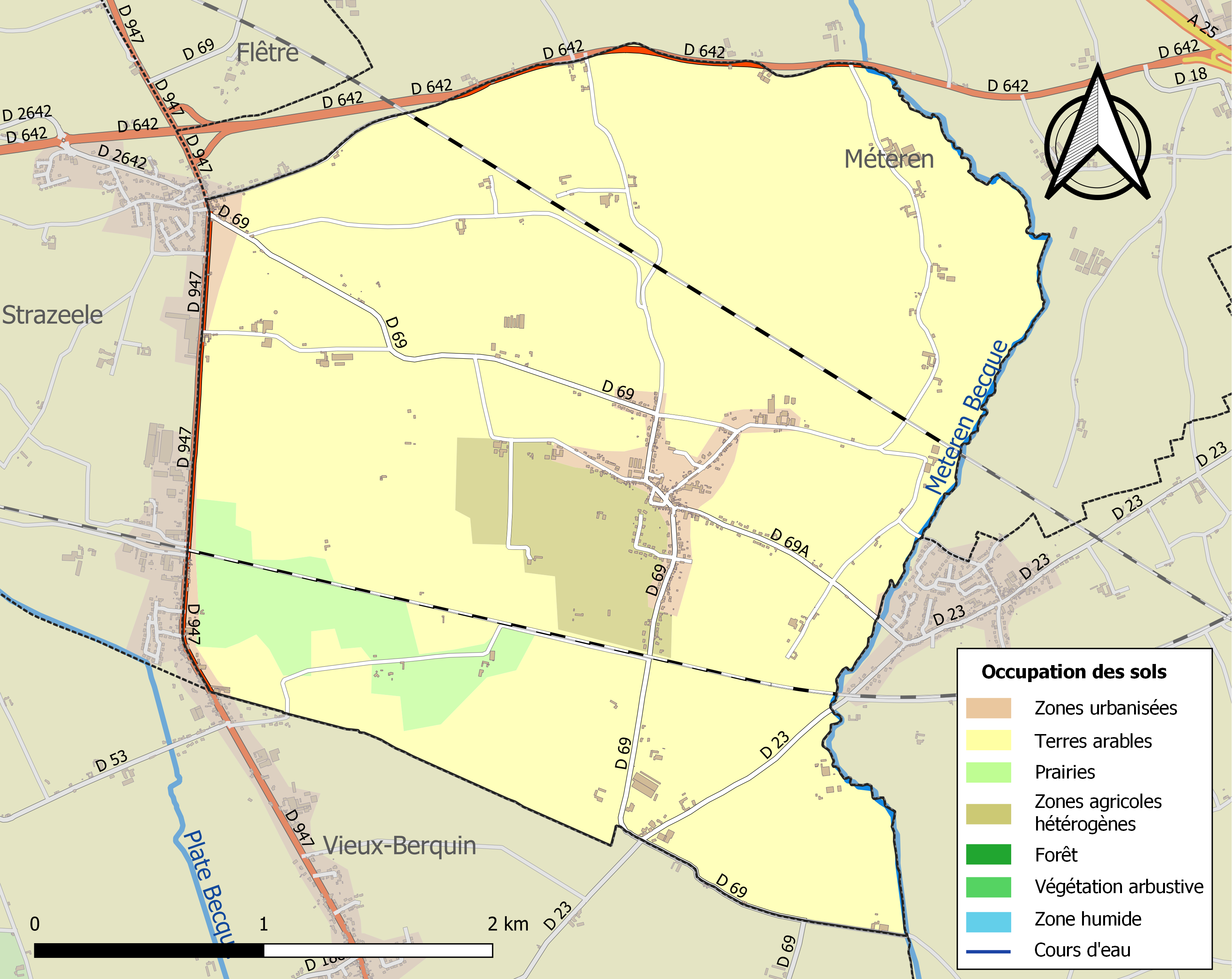
Carte des infrastructures et de l'occupation des sols de la commune en 2018 (CLC).
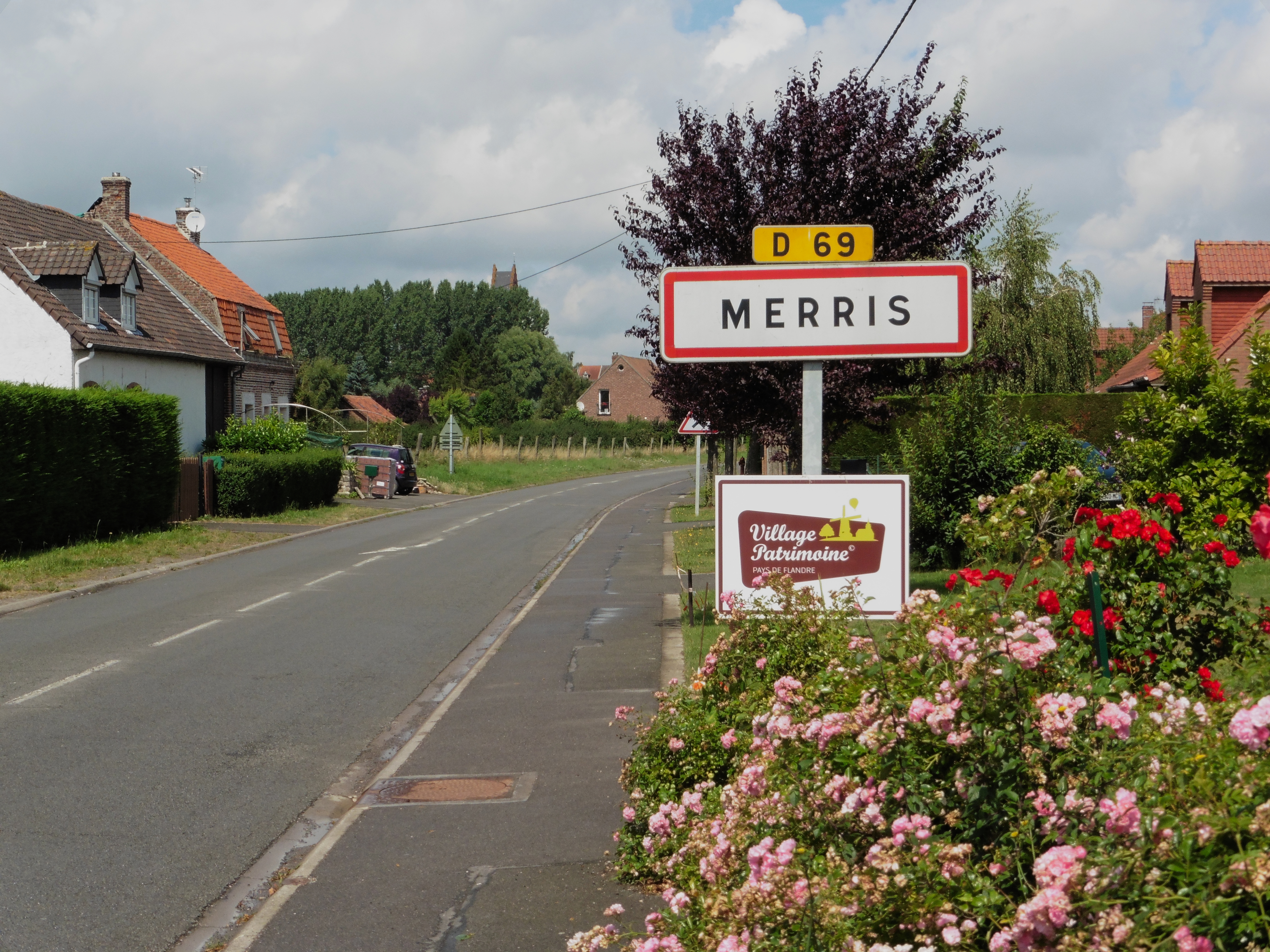
Panneau de la ville de Merris, Nord

## Toponymie
Les anciennes formes de Merris sont : Merkeria en 867, Mernes v. 1180, Mernas XIIe siècle, Mernis 1213, Merris 1757.
L'étymologie de Merris est formé du NP Maternus dérivé du lat. Mater "Mère" + suff. -nus, et pourrait signifier "le lieu de la Mère".

## Histoire
Merris vient de Miernes ou Merrens, appellation qui apparaît en 1180. On disait aussi Mernes, mot qui signifie « marais », ceci à cause des terrains bas et humides, que l'on trouve au sud du village. Sa population eut comme lointains prédécesseurs, avant Jules César, les ménapes, qui vivaient éparpillés en tribus. Au IVe siècle, vinrent s'installer des tribus germaniques: Frisons, Saxons, suivis des Francs, qui se groupent et forment les premiers villages. Du mélange des langages va naître la langue néerlandaise.
Merris appartenait à la Flandre maritime, correspondant aux arrondissements actuels de Dunkerque et d'Hazebrouck. Le village dépendait du comte de Flandre, maître de toute la région. dans les ancêtres faisaient partie de la Châtellenie de Bailleul, où se trouvait le château du représentant du comte. Merris avait aussi son seigneur... (Boidin de Merris en 1213 - Mathieu de Mernes en 1220). Au XVIe siècle, Charles de St Omer dict de Morbecque (1533-1569) était e.a. seigneur de Merris. Convertie à la religion catholique, depuis le IVe siècle, la commune était située dans le diocèse de Thérouanne puis dans le diocèse d'Ypres, doyenné de Bailleul.

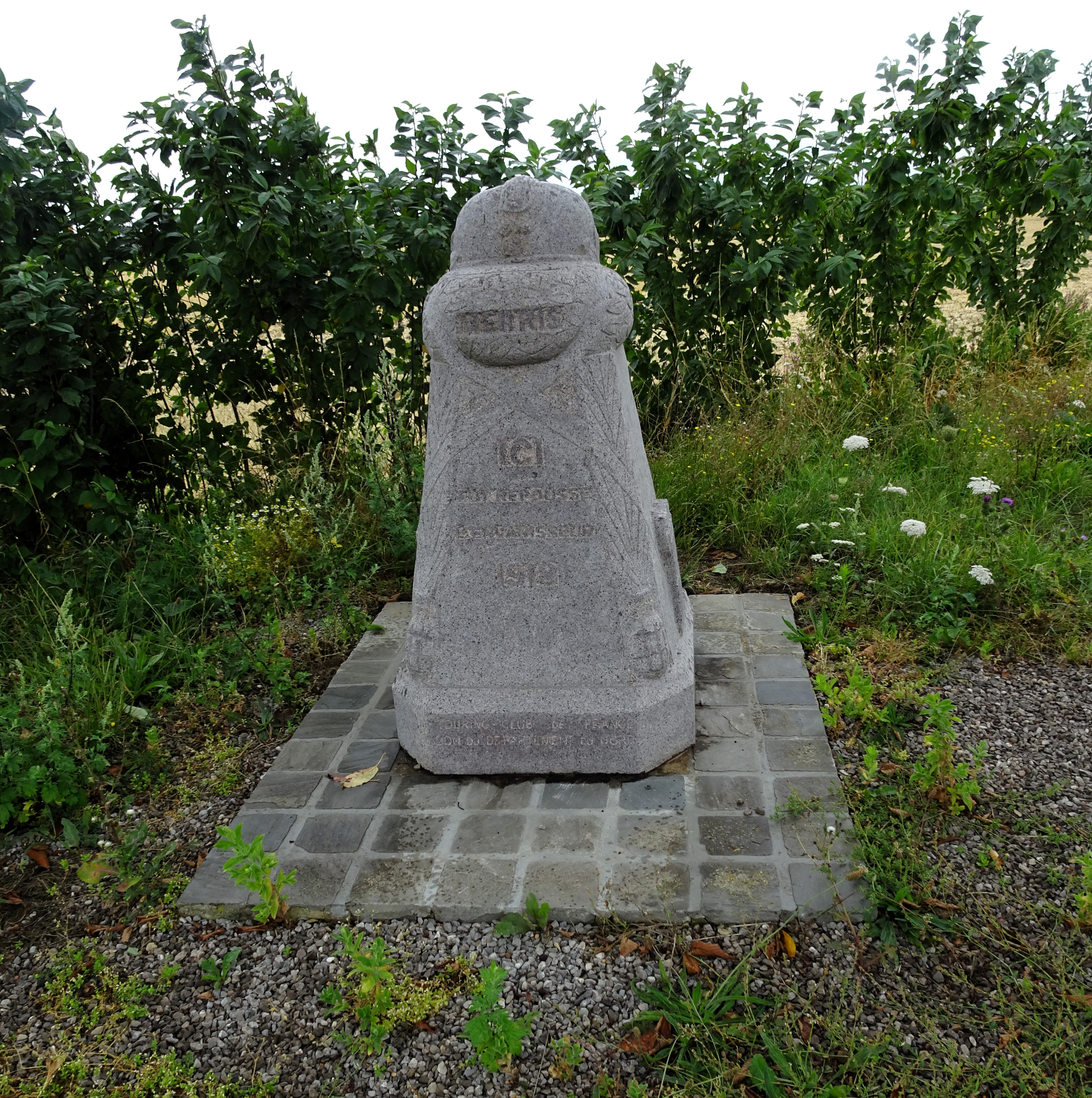
La borne Vauthier n°39 de Merris

La commune a été fortement touchée pendant 1914-1918 et a reçu à ce titre la Croix de guerre 1914-1918. La Borne du Front n°39, également appelée  borne Vauthier située sur la route départementale D69A au croisement de la rue de Strazeele et de la rue Neuve, symbolise la ligne de front au 18 juillet 1918.

## Héraldique
|  | Les armes de Merris se blasonnent ainsi : "D'argent à trois cornets de sable, liés et virolés de gueules." |

## Politique et administration
Liste des maires de Merris, référence "Merris et son histoire" : ouvrage de Monsieur Jean-Pascal Vanhove de 2012.

## Population et société

### Démographie

#### Évolution démographique
L'évolution du nombre d'habitants est connue à travers les recensements de la population effectués dans la commune depuis 1793. Pour les communes de moins de 10 000 habitants, une enquête de recensement portant sur toute la population est réalisée tous les cinq ans, les populations de référence des années intermédiaires étant quant à elles estimées par interpolation ou extrapolation. Pour la commune, le premier recensement exhaustif entrant dans le cadre du nouveau dispositif a été réalisé en 2008.

En 2022, la commune comptait 1 078 habitants, en évolution de +5,17 % par rapport à 2016 (Nord : +0,51 %, France hors Mayotte : +2,11 %).
| 1793  | 1800  | 1806  | 1821  | 1831  | 1836  | 1841  | 1846  | 1851  |
| ----- | ----- | ----- | ----- | ----- | ----- | ----- | ----- | ----- |
| 1 330 | 1 297 | 1 296 | 1 219 | 1 308 | 1 257 | 1 277 | 1 247 | 1 236 |

| 1856  | 1861  | 1866  | 1872  | 1876  | 1881  | 1886  | 1891  | 1896  |
| ----- | ----- | ----- | ----- | ----- | ----- | ----- | ----- | ----- |
| 1 153 | 1 149 | 1 165 | 1 197 | 1 219 | 1 208 | 1 218 | 1 197 | 1 240 |

| 1901  | 1906  | 1911  | 1921 | 1926 | 1931 | 1936 | 1946 | 1954 |
| ----- | ----- | ----- | ---- | ---- | ---- | ---- | ---- | ---- |
| 1 227 | 1 161 | 1 159 | 706  | 799  | 802  | 786  | 815  | 751  |

| 1962 | 1968 | 1975 | 1982 | 1990 | 1999 | 2006  | 2008  | 2013  |
| ---- | ---- | ---- | ---- | ---- | ---- | ----- | ----- | ----- |
| 688  | 687  | 638  | 792  | 892  | 958  | 1 026 | 1 046 | 1 042 |

| 2018  | 2022  | - | - | - | - | - | - | - |
| ----- | ----- | - | - | - | - | - | - | - |
| 1 011 | 1 078 | - | - | - | - | - | - | - |

#### Pyramide des âges
La population de la commune est relativement jeune.
En 2018, le taux de personnes d'un âge inférieur à 30 ans s'élève à 33,0 %, soit en dessous de la moyenne départementale (39,5 %). À l'inverse, le taux de personnes d'âge supérieur à 60 ans est de 25,3 % la même année, alors qu'il est de 22,5 % au niveau départemental.
En 2018, la commune comptait 454 hommes pour 557 femmes, soit un taux de 55,09 % de femmes, largement supérieur au taux départemental (51,77 %).
Les pyramides des âges de la commune et du département s'établissent comme suit.
| Hommes | Classe d’âge | Femmes |
| ------ | ------------ | ------ |
| 0,7    | 90 ou +      | 0,7    |
| 5,1    | 75-89 ans    | 7,2    |
| 17,8   | 60-74 ans    | 18,9   |
| 24,7   | 45-59 ans    | 22,4   |
| 17,4   | 30-44 ans    | 18,9   |
| 15,2   | 15-29 ans    | 15,6   |
| 19,2   | 0-14 ans     | 16,3   |

| Hommes | Classe d’âge | Femmes |
| ------ | ------------ | ------ |
| 0,5    | 90 ou +      | 1,4    |
| 5,3    | 75-89 ans    | 8,1    |
| 14,8   | 60-74 ans    | 16,2   |
| 19,1   | 45-59 ans    | 18,4   |
| 19,5   | 30-44 ans    | 18,7   |
| 20,7   | 15-29 ans    | 19,1   |
| 20,2   | 0-14 ans     | 18     |

### Traditions
L'une des traditions Merrisienne est de déposer devant la porte d'un habitant de la commune une poule le matin.

## Économie

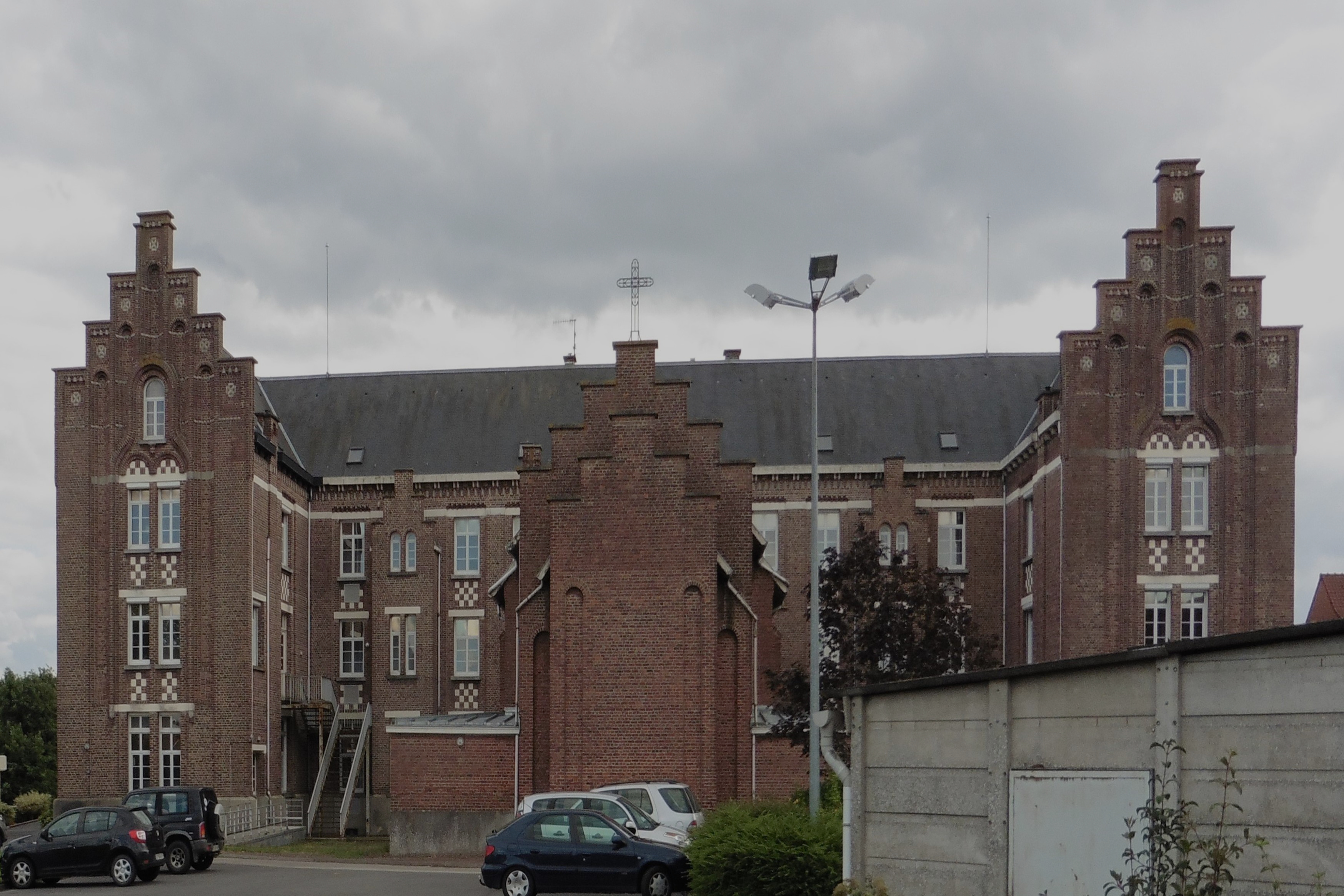
L'internat familial et la chapelle

L'institut de Notre-Dame du Suffrage a été placé sous la responsabilité d'une communauté de sœurs franciscaines apostoliques, pour répondre un appel précis de la région auprès des plus petits et des plus pauvres, jusqu'en 1999. Dissolution de l'association Notre-Dame du Suffrage le 31 juillet 1999 (déclaration à la sous-préfecture de Dunkerque). 
L'entreprise Internat familial Notre-Dame du Suffrage y avait domicilié son siège social qui regroupait les bâtiments de son administration et de la direction effective. Créée le 1er janvier 1900, son activité consistait en l'accueil d'adultes handicapés. Elle est fermée depuis le 31 décembre 1998.  
La messe est toujours régulièrement célébrée dans la chapelle qui reste un lieu de silence et de paix propice à la réflexion et au recueillement pour les pensionnaires, le personnel mais aussi les merissiens.

## Lieux et monuments
- L'église Saint-Laurent inaugurée le 21 avril 1929 (détruite à la guerre 1914-1918).
- L'internat familial et sa chapelle sont d'architecture flamande.
- Le monument aux Morts dont les colonnes relevées des ruines de la Première Guerre mondiale ont servi de cadre à l'ouvrage. Ce mémorial, édifié sur l'emplacement de l'ancien cimetière, a été réalisé par le sculpteur Maurice Ringot, (1880-1951), et inauguré le 7 octobre 1928.

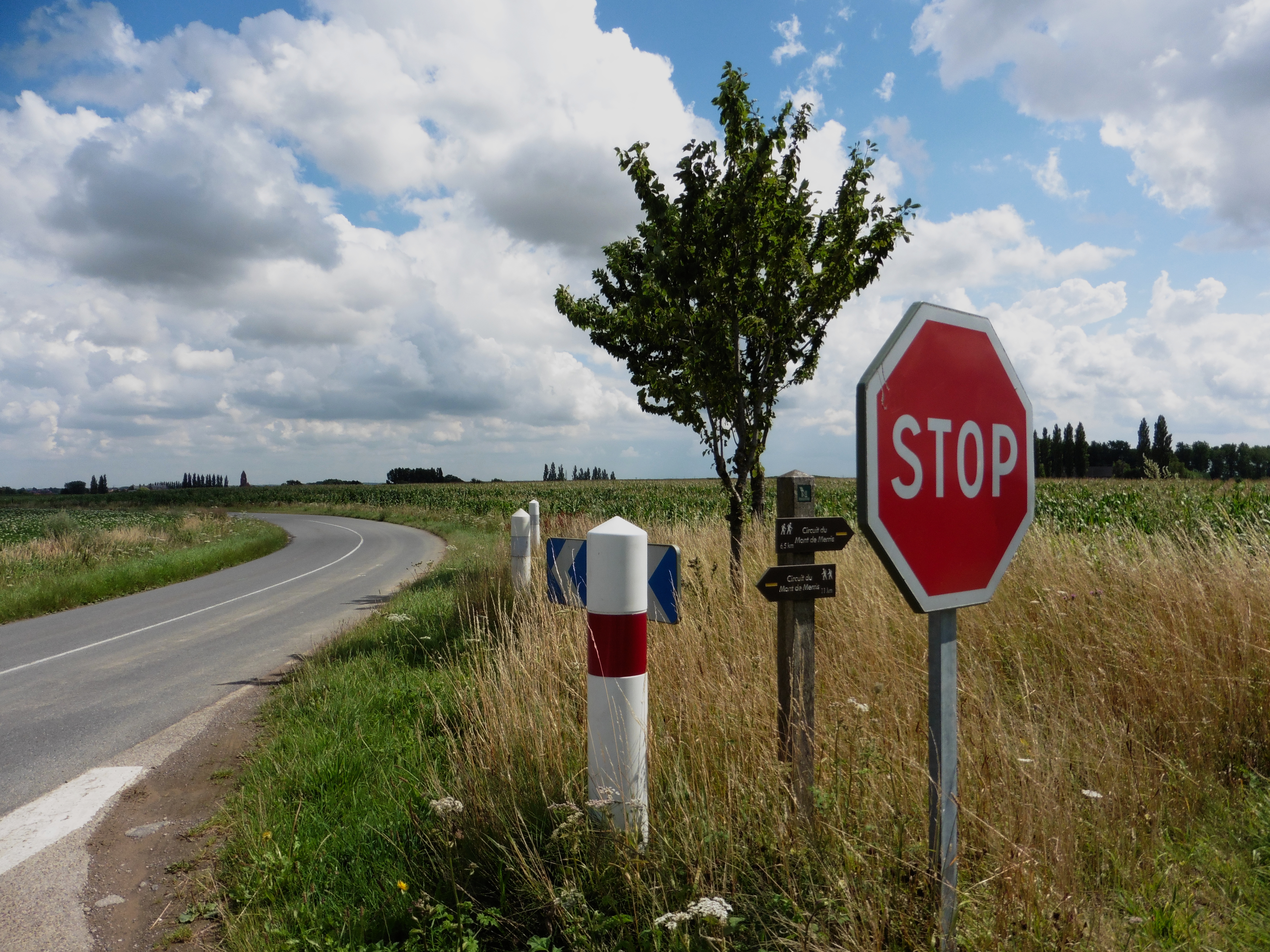
Rue du Mont de Merris
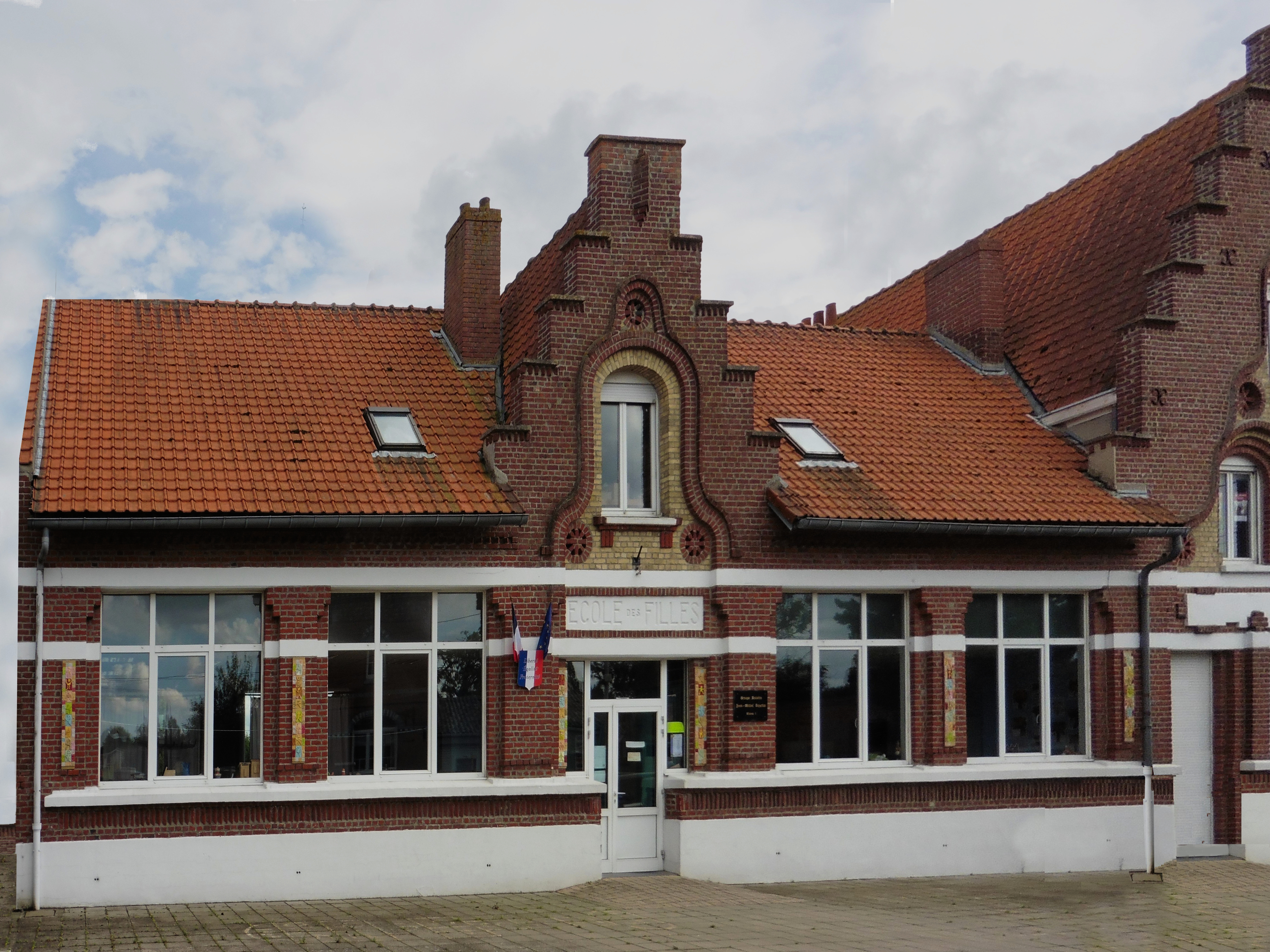
École primaire Jean-Michel Dujardin
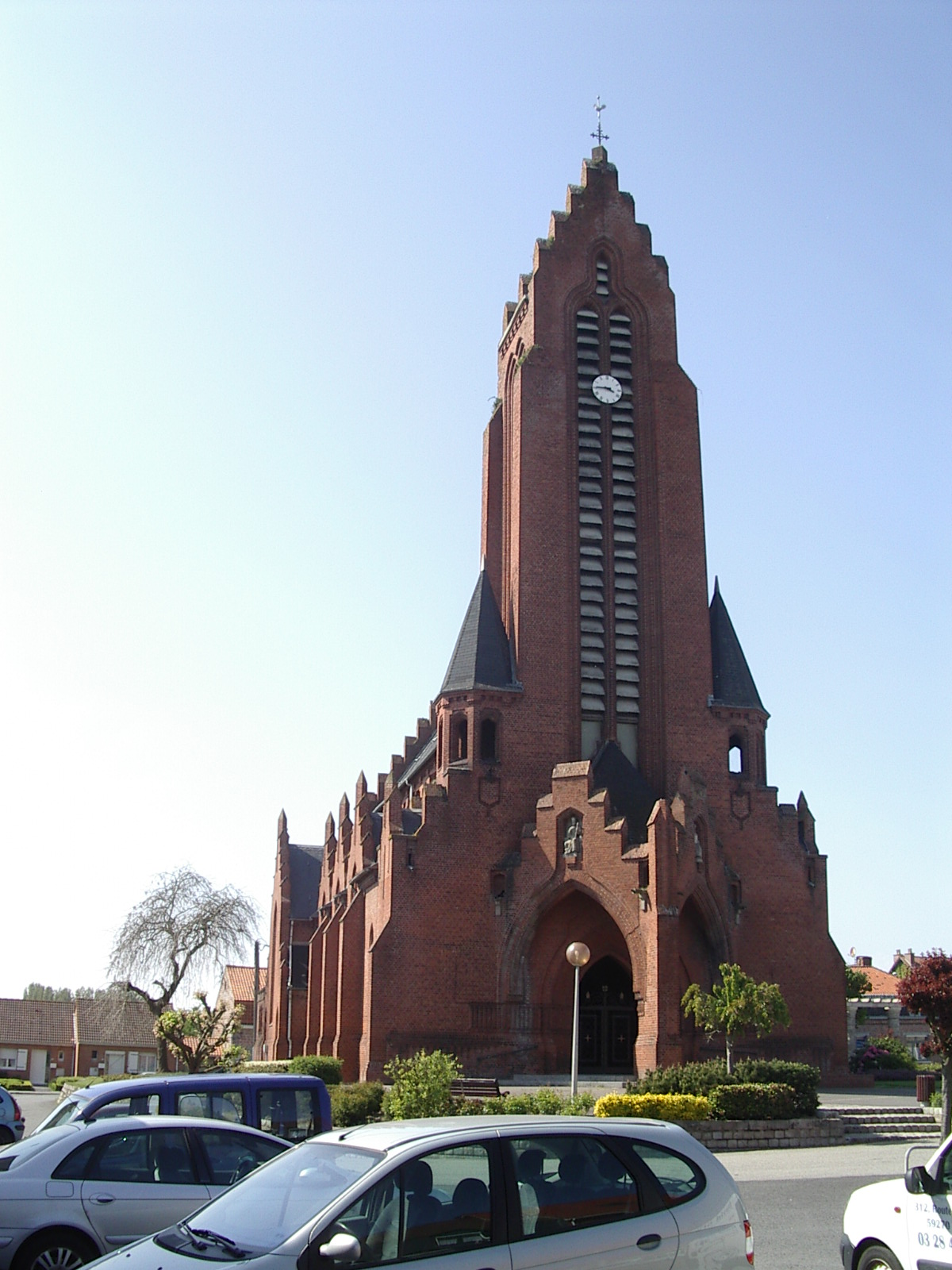
Église Saint-Laurent
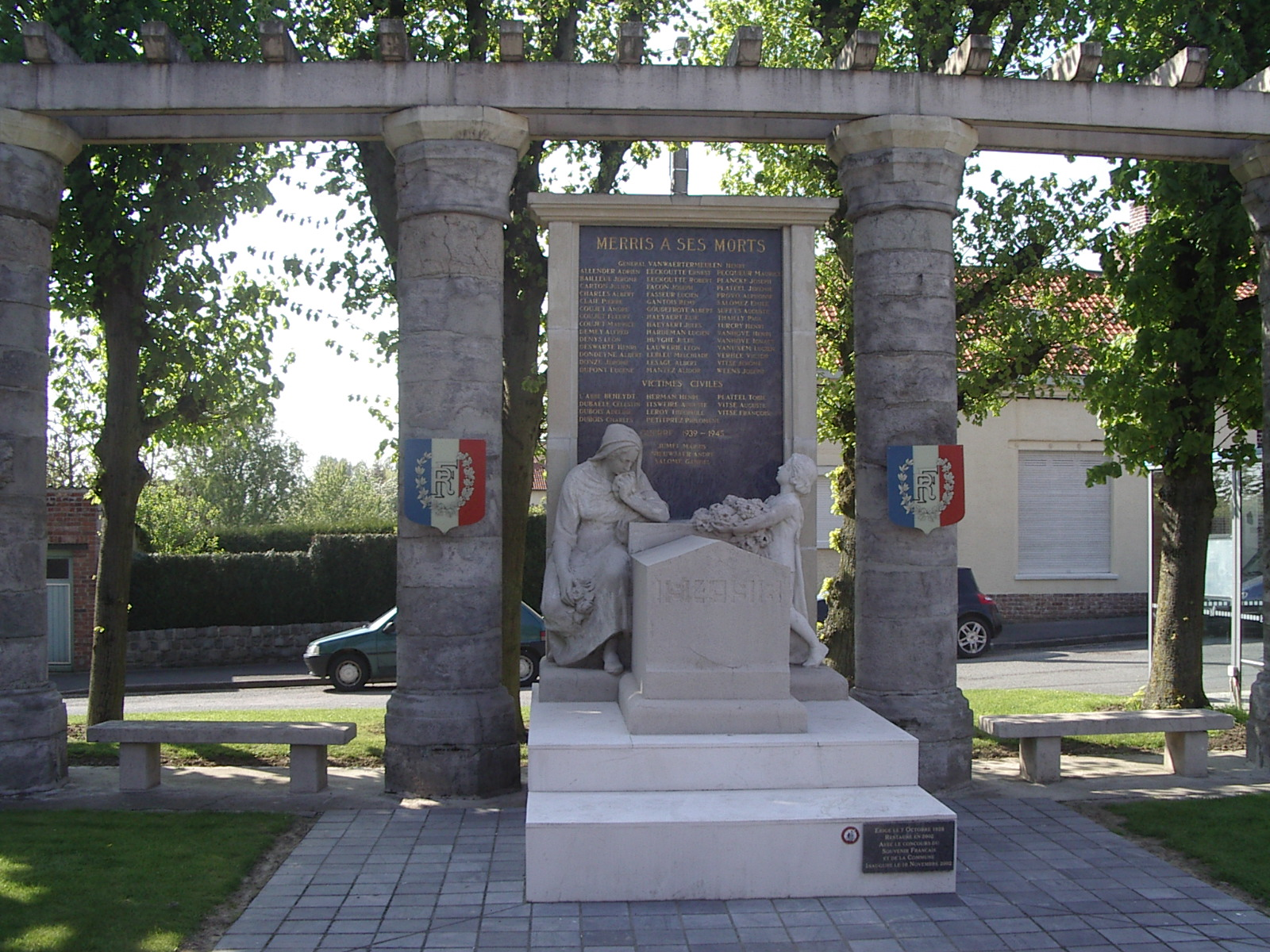
Monument aux morts
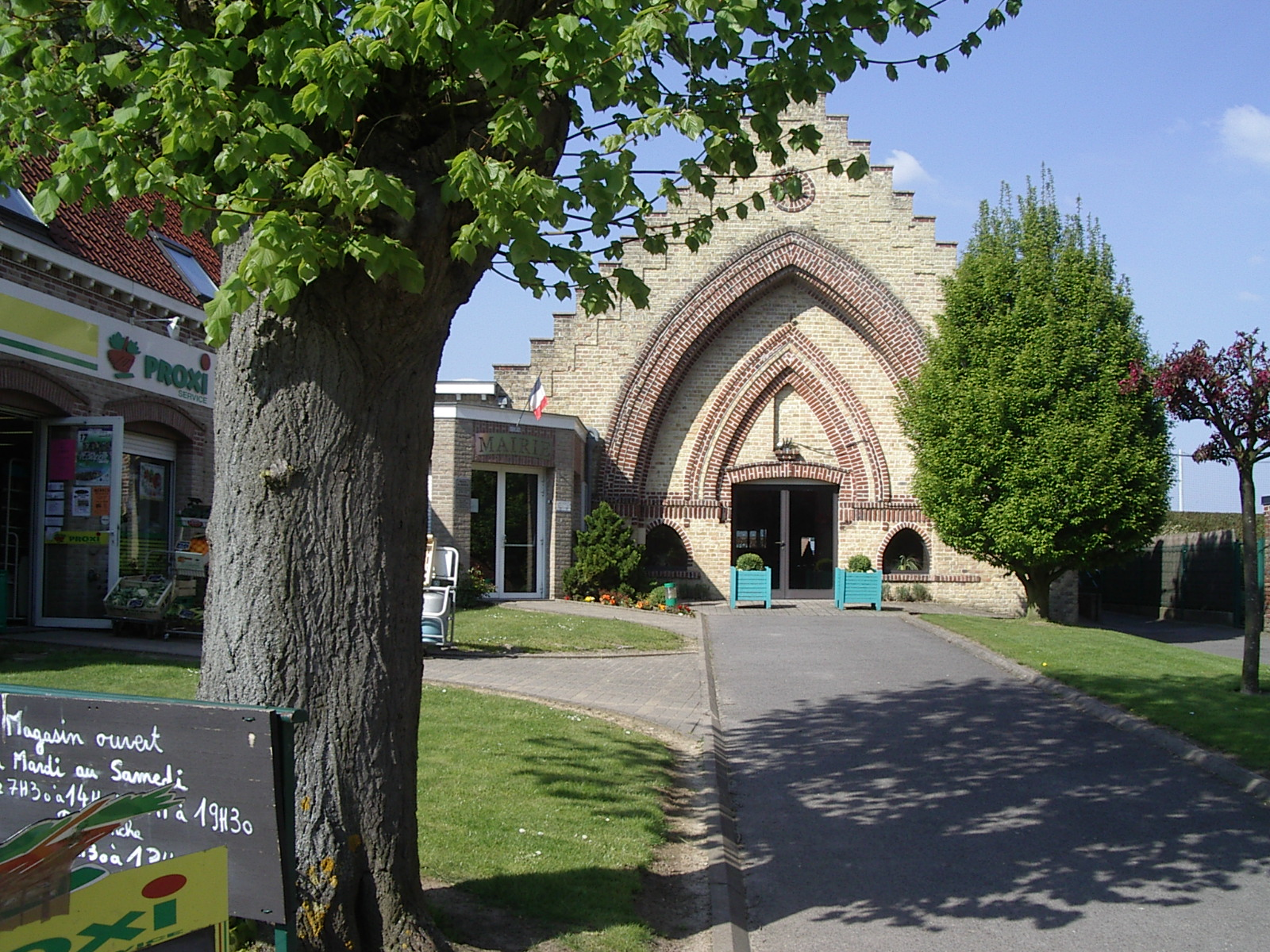
Mairie

Depuis 2012, Merris fait partie du réseau Village Patrimoine, coordonné par les pays de Flandre, il concerne 20 communes françaises et à 15 communes belges,,.

## Personnalités liées à la commune
- Abbé Gérard Blondeau, curé de Merris durant près de 40 ans jusqu'en 2009.
- Louis Dubaele maire décédé en 1919 :

## Sports
- Tir à l'arc à la perche depuis 1987 - Présidente : Christine Leniere en 2006,
- Football, Entente Merris Football Club, fondé en 1998 - Président : David Simoens en 2008.

## Jumelages
Bexhill (Angleterre)

## Pour approfondir